# Lady McCorey
Lady McCorey is een nummer van de Volendamse band BZN. Deze single werd in 1978 uitgebracht in Nederland, Duitsland, Portugal en Zuid-Afrika.
In de Nederlandse Top 40 stond het nummer zes weken in de top 5, met als hoogste positie de tweede plaats, achter Rivers of Babylon van Boney M. Lady McCorey was de vijfde opeenvolgende top 5-hit van BZN in de Top 40.
Voor de opname van deze hit verleende het Volendamse operakoor zijn medewerking.